# Снукер на летних Паралимпийских играх 1964
Соревнования по снукеру на летних Паралимпийских играх 1964 года состояли из турнира среди мужчин с параличом нижних конечностей. Всего было разыграно 4 медали.

## Результаты
| Соревнование   | Золото                        | Серебро            | Бронза                   |
| -------------- | ----------------------------- | ------------------ | ------------------------ |
| Мужской турнир | Майкл Шелтон (Великобритания) | Франк Весера (США) | Клод Мархам (Мальта)     |
| Мужской турнир | Майкл Шелтон (Великобритания) | Франк Весера (США) | Джордж Портелли (Мальта) |